# A.J. Foyt
Anthony Joseph „A.J.” Foyt Jr (ur. 16 stycznia 1935 roku w Houston) – amerykański kierowca wyścigowy. Jest właścicielem zespołu Indy Racing League, NASCAR oraz Champ Car - A.J. Foyt Enterprises.

## Kariera
Foyt rozpoczął karierę w międzynarodowych wyścigach samochodowych w 1956 roku od startów w USAC National Midget Series, gdzie jednak nie zdobywał punktów. W późniejszych latach startował także w USAC National Championship, 500 Millas de Monza, Indianapolis 500, USAC National Sprint Car Series, SCCA Grand Touring, American Challenge Cup, NASCAR Grand National, SCCA Trans-Am, Canadian-American Challenge Cup, World Sports-Prototype Championship, 24-godzinnego wyścigu Le Mans, Formuła 1 Questor Grand Prix, Daytona 500, USAC National Silver Crown, NASCAR Winston Cup, International Race of Champions, IndyCar, CART, USAC Gold Crown Championship, 24-godzinnego wyścigu Daytona, IMSA Camel GT Championship, IMSA Camel GTP Championship oraz NASCAR Truck Series.
Największe sukcesy w karierze Amerykanin święcił w USAC National Championship, gdzie zdobył siedem tytułów mistrzowskich i trzy wicemistrzowskie. Foyt jest również jednym z najbardziej utytułowanych kierowców słynnego wyścigu Indianapolis 500. Startował w nim w latach 1958-1993. Odniósł w nim cztery zwycięstwa. W latach 1950–1960 ten wyścig był zaliczany do klasyfikacji generalnej Formuły 1, jednak w pierwszych trzech latach startów Foyt nie plasował się w tym wyścigu w pierwszej szóstce. W związku z tym Amerykanin nie posiada na swoim koncie punktów w Formule 1.

## Starty w Formule 1

### Tablica wyników
| Legenda oznaczeń w tabelach wyników Wyświetl szablon na nowej stronie | Legenda oznaczeń w tabelach wyników Wyświetl szablon na nowej stronie                                                                     |
| Oznaczenie                                                            | Wyjaśnienie |
| --------------------------------------------------------------------- | --- |
| Złoty                                                                 | Zwycięzca lub mistrzostwo |
| Srebrny                                                               | 2. miejsce lub wicemistrzostwo |
| Brązowy                                                               | 3. miejsce lub II wicemistrzostwo |
| Zielony                                                               | Ukończył, punktował (w klasyfikacji generalnej, gdy zdobył co najmniej jeden punkt na przestrzeni sezonu, poza trzema powyższymi opcjami) |
| Niebieski                                                             | Ukończył, nie punktował (w klasyfikacji generalnej, gdy nie zdobył co najmniej jednego punktu na przestrzeni sezonu)                      |
| Czerwony                                                              | Nie zakwalifikował się (NZ) |
| Czerwony                                                              | Nie prekwalifikował się (NPK) |
| Różowy                                                                | Nie ukończył (NU) |
| Różowy                                                                | Niesklasyfikowany (NS) (w klasyfikacji generalnej, gdy nie został sklasyfikowany w żadnym wyścigu sezonu)                                 |
| Czarny                                                                | Zdyskwalifikowany (DK) |
| Czarny                                                                | Wykluczony (WYK/EX) |
| Biały                                                                 | Nie wystartował (NW) |
| Biały                                                                 | Kontuzjowany (K/INJ) |
| Biały                                                                 | Wyścig odwołany (OD/C) |
| Bez koloru                                                            | Został wycofany (WYC/WD) |
| Bez koloru                                                            | Nie przybył (NP/DNA) |
| Bez koloru                                                            | Nie brał udziału w treningach (NT/DNP) |
| Bez koloru                                                            | Nie został zgłoszony (–) |
| Pogrubienie                                                           | Start z pole position |
| Kursywa                                                               | Najszybsze okrążenie wyścigu |
| †                                                                     | Nie ukończył, ale jego rezultat został zaliczony ze względu na przejechanie więcej niż 90% dystansu wyścigu.                              |
| *                                                                     | Sezon w trakcie |
| 1/2/3                                                                 | Punktowana pozycja w sprincie kwalifikacyjnym                                                                                             |
| Lista systemów punktacji Formuły 1                                    | |

| Rok  | Zespół       | Silnik      | Wyniki w poszczególnych eliminacjach | Wyniki w poszczególnych eliminacjach | Wyniki w poszczególnych eliminacjach | Wyniki w poszczególnych eliminacjach | Wyniki w poszczególnych eliminacjach | Wyniki w poszczególnych eliminacjach | Wyniki w poszczególnych eliminacjach | Wyniki w poszczególnych eliminacjach | Wyniki w poszczególnych eliminacjach | Wyniki w poszczególnych eliminacjach | Wyniki w poszczególnych eliminacjach | Punkty | Pozycja |
| ---- | ------------ | ----------- | ------------------------------------ | ------------------------------------ | ------------------------------------ | ------------------------------------ | ------------------------------------ | ------------------------------------ | ------------------------------------ | ------------------------------------ | ------------------------------------ | ------------------------------------ | ------------------------------------ | ------ | ------- |
| 1958 | Kuzma        | Offenhauser | ARG                                  | MON                                  | NLD                                  | 500                                  | BEL                                  | FRA                                  | GBR                                  | DEU                                  | PRT                                  | ITA                                  | MAR                                  | 0      | NS      |
| 1958 | Kuzma        | Offenhauser | NU                                   |                                      |                                      |                                      |                                      |                                      |                                      |                                      |                                      |                                      |                                      | 0      | NS      |
| 1959 | Kuzma        | Offenhauser | MON                                  | 500                                  | NLD                                  | FRA                                  | GBR                                  | DEU                                  | PRT                                  | ITA                                  | USA                                  |                                      |                                      | 0      | 37      |
| 1959 | Kuzma        | Offenhauser | 10                                   |                                      |                                      |                                      |                                      |                                      |                                      |                                      |                                      |                                      |                                      | 0      | 37      |
| 1960 | Kurtis Kraft | Offenhauser | ARG                                  | MON                                  | 500                                  | NLD                                  | BEL                                  | FRA                                  | GBR                                  | PRT                                  | ITA                                  | USA                                  |                                      | 0      | NS      |
| 1960 | Kurtis Kraft | Offenhauser | NU                                   |                                      |                                      |                                      |                                      |                                      |                                      |                                      |                                      |                                      |                                      | 0      | NS      |

### Podsumowanie startów
| Ważne wyścigi     | Ważne wyścigi               |
| ----------------- | --------------------------- |
| Debiut            | Indianapolis 500 1958 (#1)  |
| Ostatni           | Indianapolis 500 1960 (#3)  |
| Najwyższe pozycje |                             |
| Kwalifikacje      | 12 ( Indianapolis 500 1958) |
| Wyścig            | 10 ( Indianapolis 500 1959) |